# أخبار الصباح (صحيفة بنغلاديشية)
أخبار الصباح كانت صحيفة يمينية الآيدلوجية باللغة الإنجليزية تصدر من دكا.

## التاريخ
بدأت صحيفة أخبار الصباح كصحيفة أسبوعية باللغة الإنجليزية في كلكتا. كانت مملوكة لخواجة نور الدين الذي كان قريبًا لنواب دكا، والسير خواجة نظيم الدين. وانتقلت إلى دكا في 20 آذار 1949 م بعد تقسيم الهند. في 25 كانون الأول 1949 م، بدأت النشر كصحيفة يومية. وكان رئيس تحرير الصحيفة هو بدر الدين. في ستينيات القرن العشرين، استحوذت مؤسسة الصحافة الوطنية، وهي منظمة مملوكة للحكومة، على عدد من الصحف البارزة وقامت بتشغيلها بشكل مباشر. ومن بين هذه الصحف اثنتان من الصحف الرئيسة الثلاث الناطقة باللغة الإنجليزية، صحيفة باكستان تايمز، التي تتمتع بأكبر توزيع، وصحيفة أخبار الصباح. في 24 كانون الثاني 1971 م، أحرق المتظاهرون مكاتب صحيفة أخبار الصياح وصحيفة داينيك باكستان [الإنجليزية] الموالية للمجلس العسكري الباكستاني. في 2 آذار 1971 م، أطلق الجنود الباكستانيون النار على المتظاهرين خارج مكتب الصحيفة عند تقاطع DIT حوالي الساعة 9:30 مساءً. بعد استقلال بنغلاديش [الإنجليزية] في عام 1971 أصبح شمس الهدى رئيس التحرير. حُظرَت الصحيفة في عام 1975 من حكومة باكسال [الإنجليزية].

## الأيديولوجية
كانت صحيفة أخبار الصباح داعمة لفصيل الرابطة الإسلامية بقيادة السير خواجة نظيم الدين. كانت الصحيفة ضد حركة اللغة في عام 1952. ووصفت الحركة المطالبة بجعل البنغالية لغة الدولة في باكستان بأنها مؤامرة من الهنود والهندوس لإيقاف التأثر بالإسلام.